# Kolonia Wysoki Małe
Kolonia Wysoki Małe is een plaats in het Poolse district  Staszowski, woiwodschap Święty Krzyż. De plaats maakt deel uit van de gemeente Bogoria en telt 120 inwoners.